# Amice (consortium)
Pour les articles homonymes, voir Amice.
De 1985 à 1995, le consortium AMICE était une organisation européenne réunissant de grandes entreprises, incluant les utilisateurs, fournisseurs, sociétés de conseil, et le milieu universitaire, concernés par le Computer Integrated Manufacturing (CIM).
Il a été lancé dans le cadre du projet Esprit (European Strategic Program on Research in Information Technology) et a joué un rôle dans le développement de CIMOSA (Computer Integrated Manufacturing Open Systems Architecture) .

## Publications
Le consortium AMICE a plusieurs publications à son actif. En voici une sélection:
- 1989 : Open System Architecture pour le CIM, Rapport de recherche du projet ESPRIT 688, vol. 1, Springer-Verlag.
- 1991 : Open System Architecture, CIMOSA, AD 1.0, Architecture Description, Consortium ESPRIT AMICE, Bruxelles, Belgique.
- 1992 : Projet ESPRIT 5288, Milestone M-2, AD2.0, 2, description de l'architecture, document RO443 / 1. Consortium AMICE, Bruxelles, Belgique.
- 1993 : CIMOSA: architecture système ouverte pour le CIM, Springer, 1993